# Giovanni Sartori
Giovanni Sartori (Florencia, Italia, 13 de mayo de 1924-Roma, 4 de abril de 2017) fue un politólogo e investigador italiano especializado en el estudio de la democracia, los partidos políticos y la política comparada. Su obra es de las más destacadas de las ciencias sociales. Cuenta con libros fundamentales como Partidos y sistemas de partidos, La política: lógica y método en las ciencias sociales y Teoría de la democracia. En 2005 obtuvo el Premio Príncipe de Asturias de Ciencias Sociales.

## Biografía
Nacido en Florencia en 1924, Sartori se licenció en Ciencias Políticas y Sociales en la Universidad de Florencia en 1946. Permaneció en la Universidad de Florencia, donde enseñó Historia de la Filosofía Moderna, Lógica y Doctrina del Estado a partir de 1946. Fue profesor de Filosofía Moderna (1950-56) y de Ciencias Políticas (1956-63), y posteriormente profesor de Sociología (1963-66). Sartori se convirtió en catedrático de Ciencias Políticas y enseñó en la Universidad de Florencia de 1966 a 1976.
Durante este periodo, Sartori fundó el primer puesto académico moderno de Ciencia Política en Italia y fue Decano del recién creado Departamento de Ciencia Política de la Universidad de Florencia. Sartori también enseñó en el Instituto Universitario Europeo (1974-76) y posteriormente fue profesor de Ciencia Política en la Universidad de Stanford (1976-79). 
Por último, Sartori fue nombrado profesor Albert Schweitzer de Humanidades en la Universidad de Columbia de 1979 a 1994, y Profesor Emérito de la Universidad de Florencia.
Sartori fue presidente del Comité de Análisis Conceptual y Terminológico (COCTA) de la IPSA, la Asociación Internacional de Sociología (AIS) y el Consejo Internacional de Ciencias Sociales (CICS) de 1970 a 1979. Fue fundador y editor de la Rivista Italiana di Scienza Politica (Revista Italiana de Ciencia Política) de 1971 a 2003. Sartori fue también colaborador habitual, como escritor de opinión, del principal periódico italiano Corriere della Sera. 
Sartori fue galardonado con el Premio Príncipe de Asturias de Ciencias Sociales 2005, por su trabajo y la elaboración de una teoría de la democracia en la que ha estado siempre presente su «compromiso con las garantías y las libertades de la sociedad abierta». En 2009 le fue dado el Premio Karl Deutsch, de la IPSA. En 1996, la Universidad de Guadalajara de México le otorgó el doctorado honoris causa a petición de un grupo de estudiantes del Departamento de Estudios Políticos y con motivo de sus valiosas aportaciones a la Ciencia Política. En 2007 le fue otorgado otro honoris causa por la Universidad Nacional Autónoma de México. Georgetown University, la Universidad Complutense de Madrid y la Universidad del Salvador (Argentina) le confirieron el mismo doctorado. 
Falleció a los 92 años en Roma a causa de un cáncer de garganta el 4 de abril de 2017.

## Obra
Sartori contribuyó al desarrollo de distintas vertientes de la ciencia política, como la teoría democrática, los sistemas de partidos o la ingeniería constitucional comparada. Sus trabajos han servido también para clarificar diversos conceptos y métodos de esa ciencia social.
Sartori afirmó que la democracia que existe no tiene que ver con la etimología de la palabra y que no puede ser tan buena como queremos. Argumenta que es un régimen abierto y de derechos, el cual no puede separarse de la competencia electoral entre partidos y en el que los ciudadanos votan por unos y en contra de otros.
Propuso que los sistemas de partidos deben estar clasificados no según el número de formaciones, o partidos, sino según criterios diferentes, introduciendo el concepto de partido relevante.
Preconizó la aplicación del conocimiento adquirido por la ciencia política para el diseño de las instituciones políticas y mejorar su funcionamiento.
En un polémico ensayo titulado La sociedad multiétnica, Sartori puso en evidencia "los supuestos efectos deletéreos provocados por las teorías multiculturalistas" y esa crítica la realizó en nombre del pluralismo de raíz liberal. El centro del mencionado ensayo no es tanto los excesos de quienes reivindican el reconocimiento público de toda diferencia cultural como la inmigración musulmana establecida en Europa, reacia, según el autor, a los ideales democráticos de gobierno.
En Homo Videns, por su parte, se posicionó en contra de la televisión, por considerarla mala para la política y la ciudadanía. Sartori también escribió sobre el medio ambiente (es otro de sus trabajos polémicos). Consideraba que la sobrepoblación es el meollo del asunto y por lo tanto su recomendación es tener políticas de control demográfico.

## Selección de sus obras
- Democrazia e Definizioni (1959)
- Stato e Politica nel Pensiero di Benedetto Croce (1966)
- Political Development and Political Engineering (1968)
- Parties and Party Sistem - A Framework for Analysis. (1976)
- La Politica: Logica e Metodo in Scienze Sociali (1979)
- Teoria dei Partiti e Caso Italiano (1982)
- Democrazia: Cosa E' (1993)
- ¿Qué es la Democracia?' (1993)
- La Democracia Después del Comunismo (1993)
- Ingegneria Costituzionale Comparata (1994) (publicado en español por el Fondo de Cultura Económica, como Ingeniería Constitucional Comparada)[15]
- Homo Videns: Televisione e Post-Pensiero (1997) (Homo Videns. La Sociedad Teledirigida)
- La Sociedad Multiétnica. Pluralismo, Multiculturalismo y Extranjeros (2000)
- La Terra Scoppia: Sovrapopolazione e Sviluppo, escrito en colaboración con G. Mazzoleni (2003); edición española: La Tierra Explota: Superpoblación y Desarrollo (2005)
- Mala Tempora (2004)
- La Democracia en 30 Lecciones (2008)
- "La Carrera hacia Ningún Lugar" (2016)